# Gustavo Mosquera R.
Gustavo Daniel Mosquera Rorai, més conegut com a Gustavo Mosquera R. (5 de setembre de 1959), és un director de cinema, guionista i productor argentí. És conegut principalment pel seu film Moebius, considerat com una obra mestra i un clàssic del cinema argentí. La mateixa va ser produïda per la Universitat del Cinema i realitzada pels alumnes de la Universitat sota la coordinació de Gustavo Mosquera i María Ángeles Mira, en aquell moment docents de la Universitat.
Moebius va obtenir fama internacional, i va ser reconeguda amb diversos guardons en els festivals més importants. Un dels seus majors assoliments va ser en la secció New Directors, New Films (Nous Directors, Nous Films), del Museu Metropolità d'Art Modern de Nova York, en la qual Mosquera va ser triat com un dels "Millors nous directors de 1997" sent la seva pel·lícula nomenada la millor de les nombroses pel·lícules de tot el món que es van veure en aquesta edició.

## Filmografia
Director i guionista
- Lo que vendrá (1988)
- Moebius (1996)
- Radio Olmos (2019)